# Harstad Travpark
Harstad Travpark är en travbana som ligger i Harstad i Troms fylke. Travbanan ligger ca 5 kilometer från Harstad centrum.

## Om banan
Banan byggdes 1995, och är idag 970 meter lång. Banan ägs av Nordnorges Travförbund, och sköts av Totonor. Banan är även världens nordligaste travbana, som arrangerar tävlingar under hela året.
Harstad och Opplands Travlag bildades den 1 januari 1917, och höll många travlopp de första åren, innan aktiviteten slutade. Harstas första travbana låg på Oldersletta och var i bruk fram till 1968. År 1979 startade travverksamheten på nytt, och i mitten av 1982 öppnades  Kvæfjordeidet travbane. När Harstad Travpark öppnades 1995, flyttades all aktivitet från närliggande Kvæfjordeidet travbane över.